# BS名作アニメ劇場
『BS名作アニメ劇場』（ビーエスめいさくアニメげきじょう）は、NHK衛星第2テレビジョン（BS2）で放送されたアニメ番組枠である。愛称は「母と子の名作アニメ劇場」である。1996年4月1日から2011年2月まで放映されていた。

## 概要
主に日本アニメーションが制作した「世界名作劇場」シリーズや東京ムービーなどのアニメ制作会社が制作した俗に言う名作アニメを放送する。一時期、海外アニメも一部放送した。BSアナログ（BSアナログ11ch）・BSデジタル（BSデジタル102ch）放送の両方で受信可能であった。
同じくBS2で放送の『衛星アニメ劇場』とは姉妹関係にある。2003年4月7日からは昼にも放送枠が設けられ、1日2回放送された（放送作品は別）。永らく2つの放送枠が設けられ、様々な作品が放送されたが、2010年3月まで「午前枠」にて放送（再放送扱い）された『海のトリトン』をもって、「午前枠」は廃止され、「昼枠」についても、週当たりの放送曜日のうち、木曜日分が廃止された。これにより、番組開始以来、14年に亘って放送された「午前枠」（放送時間は変動あり）が放送終了となった。
長らく続いた本枠であるが、2010年度をもって終了した。
民放で制作された番組が多いため、これらは「制作」の部分だけ放送局名を隠すために1枚画に差し替える場合もある（詳細は、#外部リンクを参照）。

## 放送時間帯
| 期間                          | 曜日と放送時刻                                                                    | 備考                                                     |
| ----------------------------- | --------------------------------------------------------------------------------- | -------------------------------------------------------- |
| 1996年4月1日 - 1997年12月26日 | 月 - 金曜 8:00 - 8:25                                                             | 第1回再放送作品は『赤毛のアン』。                        |
| 1998年1月5日 - 5月29日        | 月 - 金曜 8:05 - 8:30                                                             |                                                          |
| 1998年6月1日 -                | 月 - 木曜 9:20 - 9:45                                                             |                                                          |
| - 2003年4月3日                | 月 - 木曜 9:00 - 9:25                                                             |                                                          |
| 2003年4月7日 - 2005年3月31日  | 【午前枠】月 - 木曜 9:20 - 9:45 【昼枠】月 - 木曜 12:35 - 13:00                   | 昼枠を新設。                                             |
| 2005年4月4日 - 2006年3月31日  | 【午前枠】月 - 木曜 9:20 - 9:45、金曜 9:00 - 9:25 【昼枠】月 - 木曜 12:35 - 13:00 | 午前枠が金曜日にも拡大。                                 |
| 2006年4月3日 - 2010年3月      | 【午前枠】月 - 木曜 10:20 - 10:45 【昼枠】月 - 木曜 12:35 - 13:00                 | 金曜日午前枠が廃止。                                     |
| 2010年4月 - 2011年2月         | 【昼枠】月 - 水曜 12:30 - 12:55                                                   | 午前枠が完全廃止。昼枠についても、放送回数が削減された。 |

午前枠と昼枠・特別放送枠
- 午前枠
午前枠は昼枠の再放送枠、昼枠は新作放送枠だった。
  - 次の番組により放送休止となることがあった。
また朝のNHKニュースの放送時間の延長により、繰り下げとなることがある。
    - 国会中継
    - 海外ドラマの2話分再放送、または棋戦中継にともなう繰り下げ再放送
    - 「BS夏休み（冬休み・春休み）アニメ特選」
- 昼枠
昼枠については国会中継による放送休止はまれだが、次の番組により放送休止または繰り下げとなることがある。
  - 『BSおかあさんといっしょ ファミリーコンサート』
  - 『東京マーケット情報』（BS2での迂回放送）
  - 宝くじ抽選会中継
  - 春の選抜高校野球、夏の高校野球の中継（準々決勝以降）
  - 正午のNHKニュース（の放送延長）

近年[いつ?]はこうした場合、ほとんど放送休止となる。ただ例えば2005年11月放送の『名犬ジョリィ』が7分遅れて12時42分 - 13時07分、2008年3月19日放送の『南の虹のルーシー』が正午のニュースの2分延長と『BSおかあさんといっしょ ファミリーコンサート』の放送で12時47分 - 13時12分の放送となった。概して後番組が大相撲中継のように放送時刻の融通の利きやすいものであれば、（予告の有無にかかわらず）繰り下げとなりやすい。
- 夏休み拡大スペシャル
月 - 金曜 9時00分 - 9時50分（午前枠のみ。昼枠は通常放送）
『BS夏休みアニメ特選』の放送にともない、午前枠を通常の2倍に拡大してスペシャル版として放送することがある。これにより『BSおかあさんといっしょ』は放送休止となる。例えば2005年度に午前枠で当時放送中だった『フランダースの犬』が2話連続で放送された。

## 放送された作品
全作品Aモード放送。複数年度にまたがって放送されているものについては、前年度に含めた。
記号…〔D〕・ダウンコンバート放送（HD⇒SD、BSデジタル放送のみ）〔S〕・ステレオ放送、〔B〕・二ヶ国語放送、無印・モノラル放送、（○回目）…当放送枠での放送回数。
1995年度
- 〔S〕ニコニコぷんぷん[注 1]

1996年度
- 赤毛のアン[注 2]
- 家なき子[注 3]
- 母をたずねて三千里

1997年度
- 愛の若草物語
- 私のあしながおじさん
- 牧場の少女カトリ
- 小公子セディ

1998年度
- わたしとわたし ふたりのロッテ
- トム・ソーヤーの冒険
- 小公女セーラ
- 名犬ジョリィ

1999年度
- アルプスの少女ハイジ
- ペリーヌ物語
- 南の虹のルーシー

2000年度
- 愛少女ポリアンナ物語
- 若草物語 ナンとジョー先生
- 大草原の小さな天使 ブッシュベイビー
- アルプス物語 わたしのアンネット

2001年度
- トラップ一家物語
- 宝島
- 〔S〕ロミオの青い空
- 〔S〕家なき子レミ

2002年度
- 〔S〕名犬ラッシー
- 私のあしながおじさん
- あらいぐまラスカル
- オズの魔法使い

2003年度
- 母をたずねて三千里（2回目）
- ニルスのふしぎな旅[注 4]
- アニメ三銃士

2004年度
- 小公子セディ（2回目）
- 牧場の少女カトリ(2回目)
- 家なき子（2回目）
- フランダースの犬

2005年度
- ペリーヌ物語（2回目）
- 〔B〕ウォーターシップ・ダウンのうさぎたち[注 5]
- 〔S〕ロミオの青い空（2回目・2006年3月9日放送終了）
- 名犬ジョリィ（2回目・2006年8月21日放送終了）

2006年度
- アルプスの少女ハイジ（2回目・2007年2月21日放送終了）
- ピーターパンの冒険（2006年9月5日放送終了）
- 赤毛のアン（2回目・2007年8月9日放送終了）
- 愛の若草物語（2回目・2008年1月10日放送終了）

2007年度
- 家族ロビンソン漂流記 ふしぎな島のフローネ（2007年7月25日放送終了）
- 名探偵ホームズ（2008年4月1日放送終了）
- 山ねずみロッキーチャック（2008年8月20日放送終了）

2008年度
- 南の虹のルーシー（2回目・2008年5月12日放送終了）
- ニルスのふしぎな旅（2回目・2009年1月22日放送終了）
- 母をたずねて三千里（3回目・2009年7月1日放送終了）
- 愛少女ポリアンナ物語（2回目・2009年12月中旬放送終了）

2009年度
- 小公女セーラ（2回目・2009年7月22日放送終了）
- 海のトリトン（2010年3月放送終了）[注 6]
- トラップ一家物語（2回目・2009年12月17日放送終了）
- 私のあしながおじさん（2回目・2010年3月18日放送終了）

2010年度
- 〔D・S〕風の少女エミリー（2010年5月25日放送終了）
- トム・ソーヤーの冒険（2回目・2010年10月5日放送終了）[注 7]
- ペリーヌ物語（3回目・2011年2月14日放送終了）[注 8]

## 備考
- 放送時間が25分と限られるため、1980年代前半より前に制作された作品ではオープニング・エンディングの一部や次回予告、CM挿入時のアイキャッチなどがカットされる場合がある[注 9]。
- フジテレビで本放送された作品が多く扱われ（半数以上を占める）、とりわけ『世界名作劇場』が再放送されることが多い。現時点[いつ?]では『七つの海のティコ』のみ放送がないが、『衛星アニメ劇場』で2000年に放送済みである。姉妹番組である『衛星アニメ劇場』と合わせると、日本アニメーションの『（旧）世界名作劇場』シリーズをすべて網羅・放送した（再開された部分は除く）。
- 2006年度の放送作品のうち、『ピーターパンの冒険』は午前枠では再放送されなかった。これは前の放送作品『アルプスの少女ハイジ』が国会中継などによる度々の放送休止で午前枠での再放送期間が長引き、さらに次の昼枠での放送作品『赤毛のアン』がすでに放送を終えて午前枠での再放送対象となったためである。同様の事情で、2007年度放送作品では『家族ロビンソン漂流記 ふしぎな島のフローネ』が、2008年度放送作品では『南の虹のルーシー』が再放送されなかった。
- BSアナログ放送では、2008年5月1日から「BS2」のロゴ表示の下に「アナログ」と表示されるようになった。尚、BSアナログ放送ではレターボックスサイズにて放送がされた。
- BSデジタル放送では4:3（SD）にて制作された作品は4:3のスタンダードサイズで放送される。これは16:9のハイビジョンで制作された作品が番組開始当初から、永らく放送されたことがないためであったが、2010年3月から放送された「風の少女エミリー」において、当作品枠としては初の「ハイビジョン制作」作品が放送された（標準画質にダウンコンバート）。以降、本枠最終作品となる「ペリーヌ物語」までハイビジョン素材を用いた16:9サイズで放送された。